# Grande rue de Vaise
La Grande rue de Vaise est une rue située dans le 9e arrondissement de Lyon, dans le quartier de Vaise.

## Présentation
Elle a pour tenant la place Valmy et pour aboutissant la rue Saint-Pierre-de-Vaise, au-delà de laquelle elle se transforme en quai Arloing.

## Histoire
La rue est attestée en 1780.